# Helina hissarensis
Helina hissarensis är en tvåvingeart som beskrevs av Willi Hennig 1957. Helina hissarensis ingår i släktet Helina och familjen husflugor. Inga underarter finns listade i Catalogue of Life.